# Ingrid Sischy
Ingrid Sischy, née le 2 mars 1952 à Johannesbourg (Afrique du Sud) et morte le 24 juillet 2015 à New York, est une critique d'art, journaliste et autrice américaine d'origine sud-africaine.

## Biographie
Sa famille émigre vers l'Écosse en 1961 en raison des activités anti-Apartheid de sa mère, puis vers les États-Unis en 1967. 
Diplômée du Sarah Lawrence College en 1973, elle travaille dans différentes institutions culturelles et écrit des critiques d'art, notamment dans Artforum et The New Yorker. En 1989, elle devient rédactrice en chef de Interview, le magazine fondé par Andy Warhol en 1969. Elle en démissionne en 2008. En parallèle, elle dirige la rédaction des versions espagnole, française et italienne de Vanity Fair.